# Florinas
Florinas (sardinski: Fiolìnas) je grad i općina (comune) u pokrajini Sassariju u regiji Sardiniji, Italija. Nalazi se na nadmorskoj visini od 417 metara i ima 1 538 stanovnika.
 Prostire se na 36,06 km2. Gustoća naseljenosti je 43 st/km2.
Susjedne općine su: Banari, Cargeghe, Codrongianos, Ittiri, Ossi i Siligo.